# An Unearthly Child
〈An Unearthly Child〉(다른 명칭: 〈100,000 BC〉)은 영국의 SF 드라마 《닥터 후》 클래식 시즌 1의 첫번째 시리얼이다. 1963년 11월 23일부터 12월 14일까지 4화 분량으로 BBC TV에서 매주 방영되었다. 각본은 오스트레일리아의 작가 앤서니 코번이 맡았다. 이번 에피소드는 1대 닥터로 윌리엄 하트넬이, 그 닥터의 동행자로 캐럴 앤 포드 (닥터의 손녀 수잔 포어먼 역), 재클린 힐 (역사 선생님 바버라 라이트 역), 윌리엄 러셀 (과학 선생님 이언 체스터턴 역)이 처음 출연하였다. 1화에서는 동시대 영국 런던의 한 고철상에서, '초자연적인' 학생 수잔을 따라가던 이언과 바버라가 닥터라고 하는 시간여행자와 그의 타임머신 우주선인 타디스를 발견하면서 시작되는 이야기를 다루고 있다. 나머지 화에서는 석기 시대의 한복판에 네 사람이 떨어져, 불을 지피는 비법을 잃어버리면서 벌어진 부족 파벌 간의 권력 다툼에 휘말린다는 이야기를 다룬다.
《닥터 후》의 시작을 알린 이 시리얼은 원래 방영 시간대 앞뒤로 편성된 아동층과 젊은 성인층 대상 프로그램의 간극을 채우기 위해 제작되었다. 캐나다 출신의 프로듀서 시드니 뉴먼은 BBC 드라마국장에 취임하면서 신작 드라마의 기획을 맡게 되었고, 도널드 윌슨과 C. E. 웨버도 깊숙히 협업하였다. 뉴먼 국장은 닥터라는 주인공 뿐만 아니라 타디스의 개념도 제안하여 드라마의 기초를 다졌다. 드라마 제작은 BBC 드라마국 최초의 여성 프로듀서였던 베리티 램버트가 맡았으며, 이번 시리얼의 감독은 워리스 후세인에게 돌아갔다. 촬영은 몇 차례의 연기 끝에 1963년 9월에 완료하였는데, 기술과 연출의 오류에 봉착하면서 한 달 후 다시 촬영에 들어갔다. 제작 과정에서 드라마 의상, 특수효과, 연기, 각본에도 수 차례 변동이 있었다.
1963년 11월 23일 첫 방송이 나갈 당시, 하필 전날 발생한 미국 케네디 대통령 암살 사건으로 화제가 쏠리면서 그 다음 주에 재방송이 이뤄지게 되었다. 시청률 집계 결과 4화에 걸쳐 평균 600만 명이 시청한 것으로 조사되었으며, 호불호가 갈리는 평을 받았다. 하지만 이후 드라마가 수십년 동안 이어지면서 이 시리얼을 돌아보는 평도 호의적으로 바뀌었으며, 소설판과 DVD판으로도 발매되었다.

## 줄거리
콜 힐 스쿨의 교사로 근무하던 이언 체스터턴 (윌리엄 러셀 분)과 바버라 라이트 (재클린 힐 분)은 유독 지금 이 시대 사람같지 않고 별난 수잔 포어맨 (캐럴 앤 포드 분)이란 제자를 눈여겨보고 있었다. 두 선생은 그 학생을 좀 더 알아보기 위해 수잔이 살고 있다는 주소로 찾아가는데, 그곳에 있던 것은 경찰 박스와 그 안에서 들리는 수잔의 목소리 뿐이었다. 이 때 한 노인 (윌리엄 하트넬 분)이 나타나 경찰 박스로 들어가려 하고, 두 선생도 함께 들어가려 하자 노인이 제지한다. 수상함을 느껴 노인을 억지로 밀치고 안으로 들어간 두 선생은 수잔을 만나는데, 놀랍게도 밖에서 본 것보다 안이 더 큰, 고도의 기술력으로 무장한 관제실이 꾸며져 있었다. 수잔은 이것이 사실 경찰 박스가 아니라 타디스라 부르는 시공간 이동장치이고, 노인은 자신의 할아버지라고 해명한다. 수잔은 자신과 할아버지는 고향 행성에서 추방되어 이곳에 왔다는 사실도 밝힌다. 수잔의 할아버지는 타디스의 문을 잠궈 밖으로 나가려는 이언과 바버라를 막고, 타디스를 출발시켜 시공간을 뚫고 구석기 시대로 간다.
부족의 족장인 '자' (Za, 데릭 뉴어크 분)은 불을 지피기 위해 애쓰고 있었다. '허' (Hur, 앨리시아 찰턴 분)라는 젊은 여자는 자에게 불을 지피지 못한다면 '칼' (Kal, 제레미 영 분)이란 낯선이가 새로운 족장이 될 것이라고 경고한다. 한편 자신의 이름을 밝히지 않는 수잔의 할아버지를 두고 이언과 바버라는 닥터라고 부르기로 한다. 타디스를 떠난 닥터 일행은 문득 성냥으로 불을 지피다가 매복해 있던 칼의 습격을 받는다. 칼은 닥터를 부족들이 있는 곳으로 끌고 가서 불을 만들지 않으면 죽여버리겠다고 위협한다. 이를 본 이언과 바버라, 수잔이 나서 말렸지만 네 사람 모두 큰 동굴에 갇히고 만다. 그 때 불이 부족의 멸망을 불러일으킬 것이라 믿고 있던 '늙은 엄마' (엘린 웨이 분)의 도움으로 동굴을 탈출한 닥터 일행은 마을을 떠나 타디스로 향하지만, 어느새 다시 부족들에게 가로막혀 다시 잡히고 만다. 칼은 닥터 일행이 불을 만들지 못하면 희생될 것이라고 엄포를 말한다. 이언이 불을 만들기 위해 힘쓰는 사이, 칼은 동굴에 들어와 자를 죽이려 하지만 오히려 자의 반격으로 목숨을 거둔다. 이언은 자에게 횃불을 건네주고, 자는 그것을 다시 부족에게 보여 족장이 된다. 수잔은 횃불 위에 해골을 얹으면 마치 살아서 일렁거리는 것처럼 보인다는 사실을 깨닫고, 동굴 안에 있던 수많은 해골에 불을 붙인다. 동굴에 들어왔다가 혼비백산한 부족들을 뒤로 한 채 타디스로 황급히 피신한 닥터 일행은 다시 시공간을 뚫고 이름모를 고요한 숲에 도착한다. 닥터 일행은 아무것도 모른 채, 방사선 수치가 "위험"에 다다르고 있었다.